# ダイクマン・ストリート駅 (IND8番街線)
ダイクマン・ストリート駅（ダイクマン・ストリートえき、英: Dyckman Street）はマンハッタン区北部インウッド地区のダイクマン・ストリートとブロードウェイの交差点に位置するニューヨーク市地下鉄IND8番街線の駅である。A系統が終日停車する。
この地下駅は1932年9月10日にIND8番街線207丁目駅-チェンバーズ・ストリート駅間にある他の駅と同時に、ダイクマン・ストリート-200丁目駅（ダイクマン・ストリート-200ちょうめえき、英: Dyckman Street–200th Street）として開業した。

## 駅構造
| G  | 地上階                         | 出入口                                                                             |
| B1 | 相対式ホーム、右側のドアが開く | 相対式ホーム、右側のドアが開く                                                     |
| B1 | 北行線                         | ← インウッド-207丁目駅方面（終点） ← 当駅止まり（数本のラッシュ時の列車）          |
| B1 | 車両基地への引き込み線         | ← 旅客扱いなし                                                                     |
| B1 | 車両基地への引き込み線         | → 旅客扱いなし                                                                     |
| B1 | 南行線                         | → オゾン・パーク駅、モット・アベニュー駅、ロッカウェイ・パーク駅方面（190丁目駅）→ |
| B1 | 相対式ホーム、右側のドアが開く |                                                                                    |
| B2 | -                              | ホーム間連絡通路                                                                   |

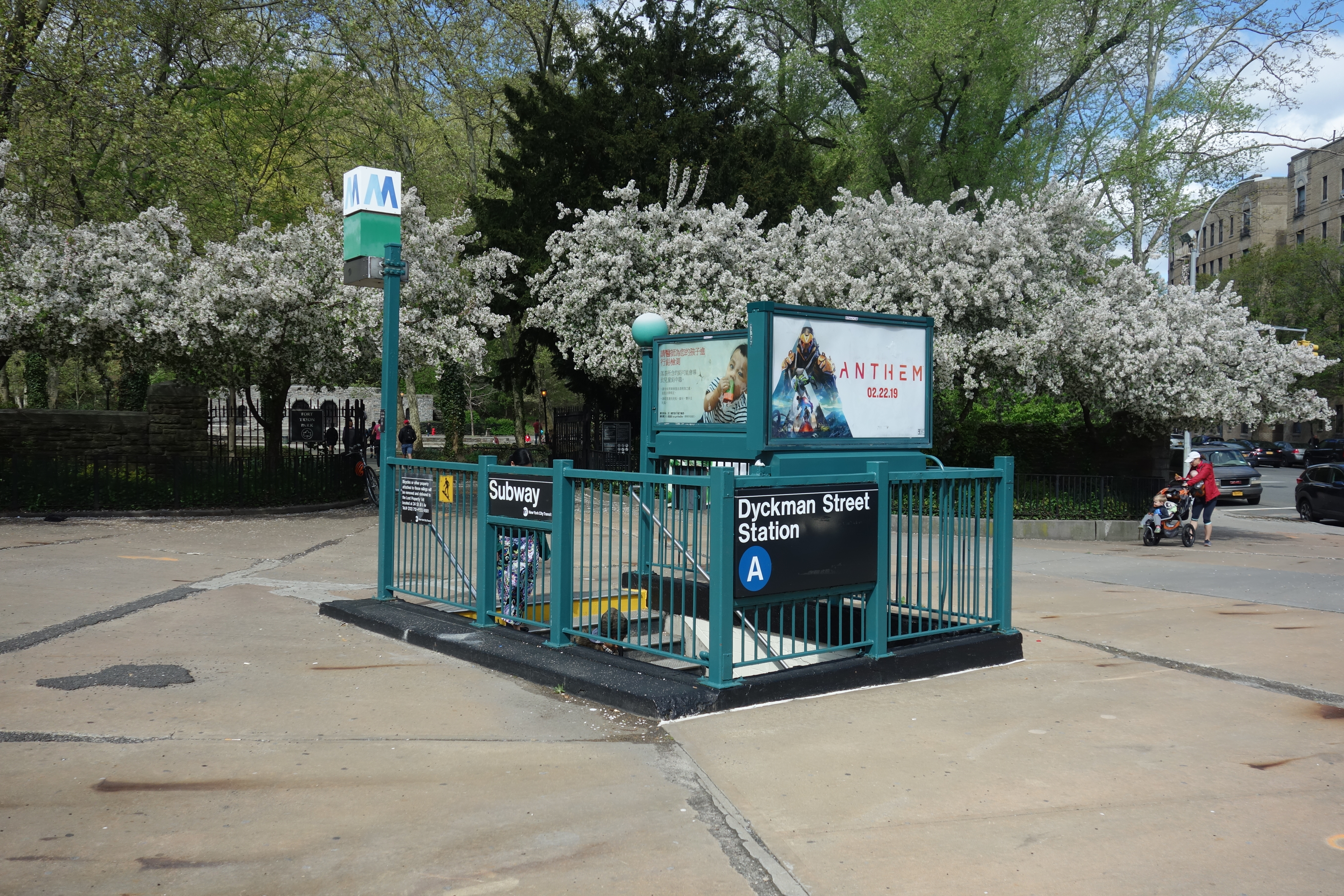
入口

当駅は相対式ホーム2面4線を有し、各駅停車駅であるという印象を与える。中央の2線は207丁目車両基地につながる。これらの線路は当駅の南で外側の2線に合流しており、また当駅より北へ向かう4線の間には渡り線と分岐器がある。数本の北行きのA系統の列車は当駅を終点とし、その後当駅より北にある中央の線路に転線して車両基地へ回送される。
両ホームの壁にはトリムラインがなく、黒枠で囲まれたマルーンの下地にサンセリフの白文字で "DYCKMAN – 200TH ST." と書かれた駅名標がある。黒地に白文字で "200" と書いた小さなウォールサインを付けた黄色のI形鋼が両ホームに一定の間隔で並ぶ。他の黄色のI形鋼には黒地に白文字で "Dyckman Street" と書かれた駅名プレートが付いている。

### 出入口
両ホームはそれぞれ同一階に改札口を1つ備え、改札口より内側にはホーム間連絡通路がある。南行ホームには常時利用できるターンスタイルときっぷ売り場がある。ここには通りへ続く4つの階段があり、うち2つは建物の内側にあってブロードウェイ-ダイクマン・ストリート交差点の北西角に出る。他の2つはフォート・トライオン・パークの北端にあるブロードウェイ-リバーサイド・ドライブ交差点の北西角へつながっている。
北行方向は次のインウッド-207丁目駅が終点で1駅しかないため北行ホームの改札は出口専用になっており、フルハイト・ターンスタイルと3つの階段（2つはブロードウェイ-ダイクマン・ストリート交差点の北東角へ、1つは同交差点の南東角へつながる）だけが設置されている。

## 駅周辺
- ダイクマン・ファームハウス・ミュージアム
- フォート・トライオン・パーク
- インウッド・ヒル・パーク